# دیدیات
دیدیات (به انگلیسی: Didihat) یک منطقهٔ مسکونی در هند است که در بخش پتهورا گره واقع شده‌است. دیدیات ۴ کیلومتر مربع مساحت و ۶٬۵۲۲ نفر جمعیت دارد و ۱٬۸۵۰ متر بالاتر از سطح دریا واقع شده‌است.